# Pedro Pétriz
Pedro Pétriz (Mercedes (Buenos Aires), 14 de diciembre de 1912 - Buenos Aires, 17 de agosto de 1975) fue un político e ingeniero argentino, que ocupó el cargo de Ministro de Obras Públicas de la Argentina durante las presidencias de Arturo Frondizi y José María Guido entre el 26 de marzo de 1962 y el 30 de abril de 1962.

## Carrera
Se desempeñó como Presidente de la Dirección Nacional de Vialidad entre 1958 y 1962, Presidente de la Dirección de Vialidad de la Provincia de Buenos Aires y Presidente de la Asociación Argentina de Carreteras. Promovió la pavimentación de diversas rutas de la Argentina.
En su homenaje, la Ruta Nacional 5 lleva su nombre por decreto del presidente de facto, Jorge Rafael Videla desde 1977.